# Haematopus fuliginosus
El ostrero negro australiano (Haematopus fuliginosus) es una especie de ave Charadriiforme de la familia Haematopodidae autóctona de las costas australianas.

## Subespecies
Se reconocen dos subespecies:
- Haematopus fuliginosus fuliginosus Gould 1845
- Haematopus fuliginosus opthalmicus Castelnau & Ramsay, E.P., 1877